# Sibogagorgia tautahi
Sibogagorgia tautahi is een zachte koraalsoort uit de familie Paragorgiidae. De koraalsoort komt uit het geslacht Sibogagorgia. Sibogagorgia tautahi werd in 2005 voor het eerst wetenschappelijk beschreven door Sánchez. 